# Itthipat Thanit
Itthipat Thanit (tiếng Thái: อิทธิพัทธ์ ฐานิตย์; sinh ngày 4 tháng 8 năm 1995), nghệ danh God (tiếng Thái: ก็อต), là nam diễn viên, người mẫu Thái Lan. Anh được biết đến qua vai Phana trong 2Moons: The Series (2017).

## Tiểu sử và học vấn
Itthipat Thanit sinh ngày 4 tháng 8 năm 1995 tại tỉnh Samut Prakan, Thái Lan.
Anh tốt nghiệp Cử nhân ngành Nghệ thuật Truyền thông trường Đại học Assumption.

## Sự nghiệp
Năm 2017, God đóng vai Phana trong 2Moons: The Series. Bạn diễn của God là Bas Suradej Pinnirat – thành viên nhóm nhạc SBFIVE. Từ đó, God bắt đầu thu về một lượng fan lớn nhờ vẻ ngoài điển trai, quyến rũ của mình và một phần cũng nhờ phản ứng của anh cùng Bas trên màn ảnh.
Năm 2018, God đóng vai chính Tô Đạt Hạo trong phim truyền hình Trung Quốc Sổ tay bảo mẫu của tôi, đóng cặp cùng Trịnh Sảng.
Năm 2019, God đóng vai Sky trong dự án Vì sao đưa anh tới (bản Thái). Song song đó, God cũng trở thành gương mặt đại diện, người mẫu quảng cáo cho rất nhiều thương hiệu.
Năm 2020, God đóng vai chính Neua Mek trong phim truyền hình Chiếc bóng tình yêu của đài CH3.

## Đời tư
Tháng 3/2017, God làm người hâm mộ của mình "shock nặng" khi clip nhạy cảm của anh tràn lan khắp các mạng xã hội. Thay vì chối bỏ, God đã thừa nhận nhân vật trong clip là mình và công khai xin lỗi mọi người. Clip nhạy cảm trên được anh quay và lưu trữ chế độ bảo mật vào lúc anh mới chỉ 17 tuổi, kẻ xấu có thể đã bẻ khóa và xâm nhập vào dữ liệu cá nhân rồi phát tán clip. Scandal này nổ ra khiến hình ảnh của God sụt giảm trầm trọng trong lòng người hâm mộ, tuy nhiên hành động thẳng thắn và xin lỗi trực tiếp của God cũng xoa dịu phần nào.

## Các phim đã tham gia

### Phim truyền hình
| Năm  | Tên gốc                   | Tên tiếng Việt                | Vai              | Đài          |
| ---- | ------------------------- | ----------------------------- | ---------------- | ------------ |
| 2017 | 2Moons: The Series        | Hai vầng trăng                | Phana Kongthanin | GMM 25       |
| 2017 | Under Her Nose            |                               | Bom              | Workpoint TV |
| 2018 | Hi, I'm Saori             | Sổ tay bảo mẫu của tôi        | Tô Đạt Hạo       | ZJTV         |
| 2019 | ReminderS                 | Vì nhớ                        | Bác sĩ           | LINE TV      |
| 2019 | My Love From Another Star | Vì sao đưa anh tới (bản Thái) | Sky              | Channel 3    |
| 2020 | Sorn Ngao Ruk             | Chiếc bóng tình yêu           | Neua Mek         | Channel 3    |
| 2022 | Koo Wein                  | Oan gia                       | Wayu Chaiwat     | Channel 3    |
| 2022 | Sai Lub Lip Gloss         | Gián điệp son môi             | Danupop          | Channel 3    |
| TBA  | Finding the Rainbow       | TBA                           | Non              | ViuTV        |